# NGC 2642
NGC 2642 é uma galáxia espiral barrada (SBbc) localizada na direcção da constelação de Hydra. Possui uma declinação de -04° 07' 20" e uma ascensão recta de 8 horas, 40 minutos e 44,4 segundos.
A galáxia NGC 2642 foi descoberta em 19 de Fevereiro de 1830 por John Herschel.